# Giovanni Goccione
Giovanni Goccione (né en Italie en 1883 et mort à une date inconnue) était un footballeur italien. 
Il a notamment joué pour la Juventus FC (il en fut le capitaine lors du premier scudetto du club) et jouait au poste de milieu de terrain.

## Biographie
Giovanni Goccione, débute lors de la saison du championnat d'Italie de 1902 avec la Juventus, club étudiant de la ville où il vivait (il étudiait pour travailler dans les assurances). Il joue son premier match le 2 mars 1902 lors d'un nul 1-1 contre le FBC Torinese.
Il débute en tant que milieu de terrain pour le club, et sera rapidement réputé pour son jeu défensif robuste, athlétique et pragmatique, ainsi que son endurance, ce qui le fera petit à petit redescendre en défense.
Il se révèle vite être un élément clé du jeu défensif de la Juventus, du fait de son expérience.
Il fit partie de l'effectif juventino qui remporta le championnat de 1905, disputé entre le 5 mars et le 9 avril, et où Goccione fut le capitaine, pour le premier titre de l'histoire du club.
En 1910, Goccione fait partie d'une liste des possibles futurs titulaires sélectionnés pour disputer le premier match officiel de l'équipe d'Italie en mai 1910. Goccione fait partie du groupe des remplaçants (possibili) et n'est donc pas le premier joueur de la Juventus à devenir international.
Goccione quitte le club turinois à la fin de la saison 1912 après voir joué plus de 30 matchs de championnat (pour 42 officiels) pour la Juventus (disputant sa dernière rencontre de championnat au cours d'un Derby della Mole le 10 décembre 1911 lors d'un nul 1-1 contre le Torino).
Le restant de sa vie n'est pas connu (à part le fait qu'il fut à Turin employé pour la Società Assicurazioni Incendi).

## Palmarès
Juventus
- Championnat d'Italie (1) :
  - Champion : 1905.
  - Vice-champion : 1903, 1904 et 1906.